# Вюстгойтероде
Вюстгойтероде (нім. Wüstheuterode) — громада в Німеччині, розташована в землі Тюрингія. Входить до складу району Айхсфельд. Складова частина об'єднання громад Удер.
Площа — 4,93 км2. Населення становить 565 ос. (станом на 31 грудня 2021).